# わ
わ або ワ (/wa/; МФА: [ɰa] • [ɰä]; укр. ва) — склад в японській мові, один зі знаків японської силабічної абетки кана. Становить 1 мору. Розміщується у комірці 1-го рядка 10-го стовпчика таблиці ґодзюон.

## Короткі відомості

### Опис
Фонема сучасної японської мови. Складається з одного приголосного звука та одного неогубленого голосного середнього ряду низького піднесення /а/ (あ).
| Задньопіднебінний сонорний щілинний: |  | /w/ → | わ | [ɰa] | (реальна вимова близька до [β̞a]) |

### Порядок
Місце у системах порядку запису кани:
- Порядок ґодзюону: 44. Якщо враховувати знаки рядків い і え стовпчика や, то 46.
- Порядок іроха: 13. Між を і か.

### Абетки
- Хіраґана: わ

Походить від скорописного написання ієрогліфа 和 (ва, гармонія).
- Катакана: ワ

Походить від скорописного написання правої складової ієрогліфа 和 (ва, гармонія) або скорописного написання знаку ○, символу-замінника ієрогліфа 輪 (ва, колесо).
- Манйоґана: 和 • 丸 • 輪

### Транслітерації
- Кирилиця:
Система Поліванова: ВА (ва).
Альтернативні системи: ВА (ва).
- Латинка
Система Хепберна: WA (wa).
Японська система: WA (wa).
JIS X 4063: wa
Айнська система: WA (wa).

### Інші системи передачі
- Шрифт Брайля:
| －● －－ ●－ |
- Радіоабетка: ВАрабі но ВА (わらびのワ; «ва» орляка)
- Абетка Морзе: －・－